# Famille Manesse

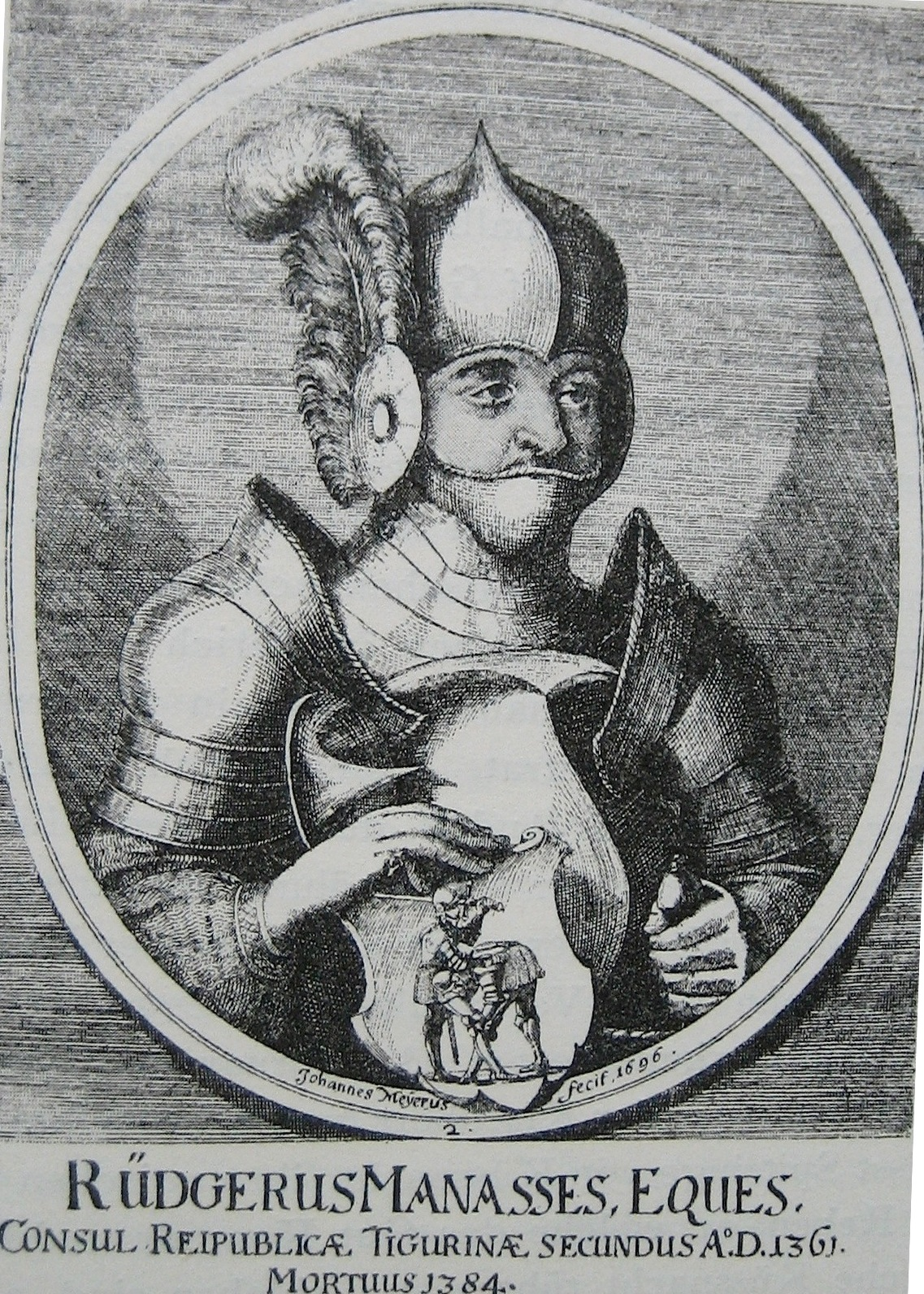
Rüdiger Manesse, bourgmestre de Zurich en 1383 (d'après un livre publié en 1696)

La famille Manesse, en latin Manasses, était une importante famille bourgeoise de Zurich.
Du XIIIe siècle au XVe siècle cette famille fut représentée au sein du conseil municipal de Zurich et donna deux bourgmestres à cette ville où elle a également joué un rôle culturel important. Elle détient, pendant cette période, plusieurs fiefs des abbayes de Fraumünster et d'Einsiedeln ainsi que du Saint-Empire romain germanique.
Plusieurs membres de cette famille furent adoubés chevaliers.

## Historique
Les origines et la généalogie de la famille restent inconnues. Elle n'est attestée qu'à partir du XIIIe siècle au siècle suivant. Ses membres sont des ministériaux et de conseillers zurichois.

## Personnalités
Personnalités de la famille :
- Rüdiger II Manesse († 1304), bailli impérial de Zurich en 1240, conseiller dès 1264, comme chevalier dès 1268, à l'origine du Codex Manesse.
  - Johannes († 1297), expectant au Grossmünster.
- Rüdiger VII († 1383), membre du Petit Conseil, dernier bourgmestre de Zurich élu à vie, en 1360.
- Felix Manesse † 1436, membre du Petit Conseil (1404-1427), maisonneur (1407-1424), trésorier (1412-1413), bourgmestre de Zurich dès 1427.

## Le Codex Manesse
Modèle:Article d"taillé

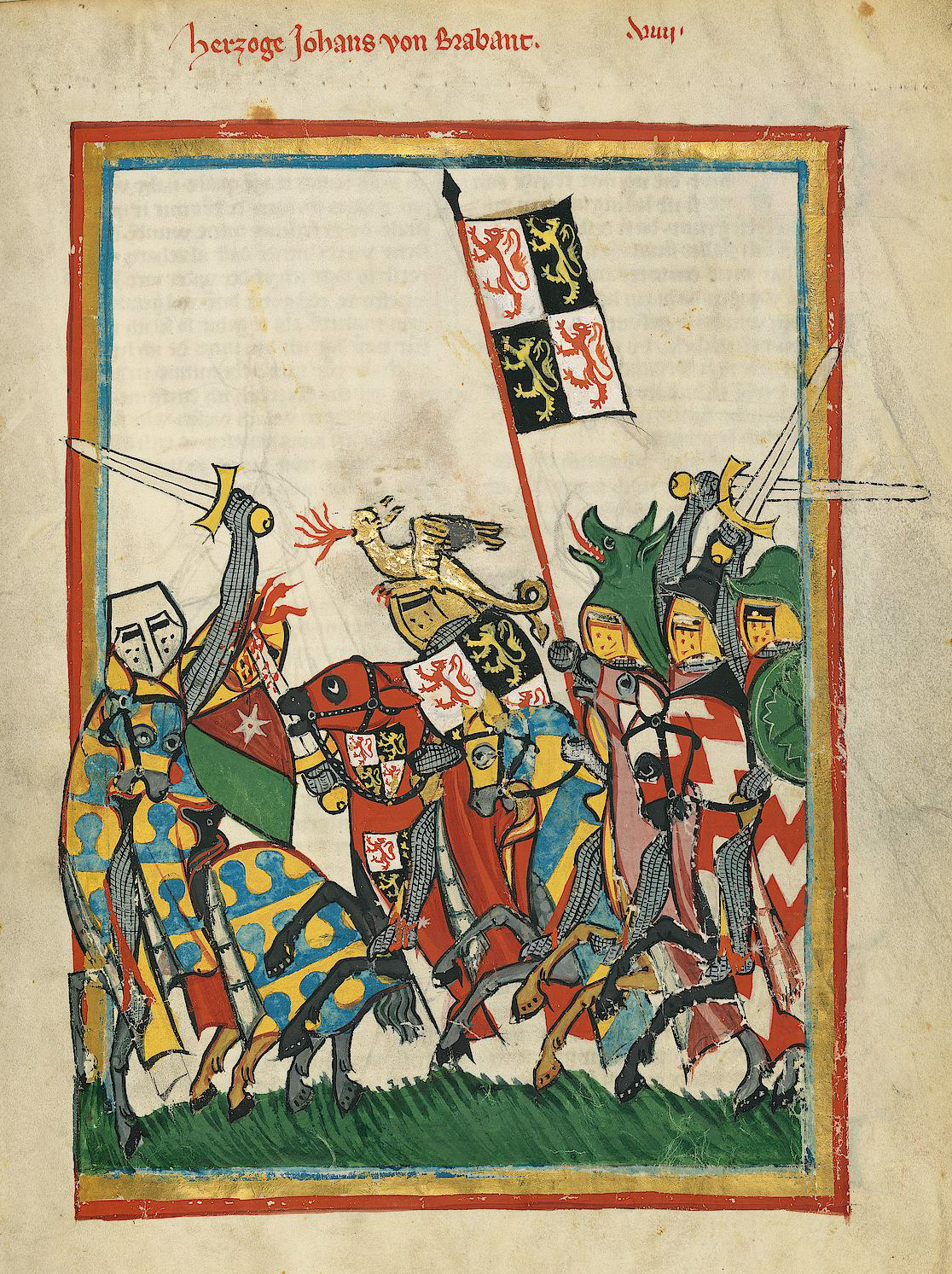
"Codex Manesse", le duc Jean Ier de Brabant.

Son nom reste associé à un des plus célèbres  manuscrits poétiques et héraldiques médiévaux, le Codex Manesse, conservé actuellement à l'universite de Heidelberg. Il avait été commandé à un artiste (dont le nom n'est pas connu) par Rüdiger II Manesse le Vieux (né avant 1252 et mort le 5 septembre 1304 à Zurich), conseiller de Zurich de 1252 à 1304, et son fils Jean.
La famille Manesse portait comme armoiries un  « écu de gueules à deux chevaliers combattant l'un étant abattu par l'autre », armes parlantes, le nom Manesse pouvant être interprété comme "mann esser", mangeur d'homme.

### Important témoignage sur l'origine de l'héraldique
Né dans un milieu de la bourgeoisie urbaine et commandité par lui le Codex Manesse témoigne ainsi que, contrairement à ce qui est souvent cru, l'héraldique tout autant que la littérature courtoise des Minnesänger s'est autant développé à ses débuts dans la bourgeoisie urbaine que dans la noblesse.